# 2B24
Le 2B24 (cyrillique : 2Б24) est un mortier de 82 mm est un mortier à âme lisse, chargé par la bouche d'origine Russe. Il a été developpé dans les années 2010 à destination des troupes aéroportées et de l'infanterie de marine. Il est censé succéder au mortier soviétique de 82 mm 2B14 Podnos.

## Description
Le 2B24 est un mortier de 82 mm developpé par Institut central de recherche scientifique Burevestnik dans les années 2010 et fabriqué par Uralvagonzavod. On ne connait pas la date exacte de son entrée en service mais le mortier fait son apparition dès 2013 sur quelques expositions d'armements notamment à l'IDEX 2013 au Qatar.
Par rapport à son prédécesseur la portée de tir a été augmenté pour atteindre les 6 km contre 4,2 km pour l'ancien. Le poids reste assez similaire avec un poids total sans la munitions de 45 kg contre 41 kg, son poids relativement faible lui permet d'être transportée dans deux sacs à dos. Pour opérer à pleine capacité le mortier a besoin de 5 servants, deux pour manier le mortier et 3 pour transporter les munitions. Il peut être mis en position de combat en environ 30 s et d'atteindre une cadence de tir d'environ 20 c/min sans dégradation des performances. Selon le fabricant la plaque de recul a été amélioré ce qui permet au mortier d'être utilisé sur touts types de sol. Fait intéressant pour un mortier il a un azimut de 360°, c'est-à-dire que le mortier peut faire un tour complet sur lui même sans avoir besoin de déplacer la plaque de recul.

## Variantes
Le mortier est proposé à l'export sous plusieurs configurations.
- Basique : Configuration classique sans ajout particulier
- 2K32 Virgo : Installation d'un 2B24 dans le compartiment passager d'un MT-LB pour le transformer en mortier automoteur.
- PM-500 6x4 : Installation d'un 2B24 sur un quad PM-500 avec 6 roues dont 4 roues motrice[7].

### Russie
- 2B9 Vassilek
- 2B11 Sani
- 2B14 Podnos
- 2B25
- 2S12 Sani
- 2B23 Nona-M1
- 2S40 Floks
- 2S41 Drok

### Autres
- MO 120 RT
- L16
- HM 16
- LMP-2017
- 120 Krh/40
- 120 KRH 92